# Alstonia yunnanensis
Alstonia yunnanensis là một loài thực vật có hoa trong họ La bố ma. Loài này được Diels mô tả khoa học đầu tiên năm 1912.